# Douglas Jay, Baron Jay
Douglas Patrick Thomas Jay, Baron Jay, PC (* 23. März 1907 in Woolwich; † 6. März 1996 in Minster Lovell, Oxfordshire) war ein britischer Politiker und Life Peer.

## Leben

### Frühe Jahre
Jay kam als zweites von vier Kindern zur Welt. Sein Vater vertrat Woolwich im London County Council. Jay besuchte das Winchester College, wo er ein Schulkamerad Richard Crossmans war, und ab 1926 das New College in Oxford. Der britische Generalstreik dieses Jahres weckte in Jay das Interesse für die Politik und er wandte sich der Labour Party zu. In Oxford, wo er Altphilologie studierte, gehörte er als Undergraduate dem Kreis um Herbert Fisher an und aß gelegentlich mit dem früheren Premierminister David Lloyd George zu Abend. Das Studium schloss er 1929 mit First Honours ab.
1930 wurde er zum Fellow des All Souls College gewählt, wo er bis 1937 ein Wirtschaftsstudium absolvierte. Bereits 1929 begann er bei der Zeitung The Times als Korrektor zu arbeiten, 1933 wechselte er zu The Economist. In diesen Jahren lernte er Hugh Gaitskell und Hugh Dalton kennen, die seine politische Karriere in der Labour Party entscheidend vorantrieben. 1937 wechselte er dann auch von The Economist zum Daily Herald, dem damaligen Sprachrohr der Labour-Bewegung. Jay schrieb Rezensionen zu den Werken John Maynard Keynes und verfasste mit The Socialist Case sein erstes eigenes Buch. In diesem traf er unter anderem die Aussage, dass die professionellen Politiker in Fragen der Ernährungs-, Gesundheits- und Bildungspolitik besser wüssten, was dem allgemeinen Wohl dient, als das Volk selbst. Diese Aussage wurde ihm von seinen politischen Gegnern in seiner späteren Karriere immer wieder vorgeworfen und oft fälschlicherweise als „The man in Whitehall knows best.“ wiedergegeben.

### Politische Karriere
Während des Zweiten Weltkriegs verblieb Jay zunächst beim Daily Herald, wurde aber im Dezember 1940 ins Versorgungsministerium beordert, wo er mit der Rekrutierung von Arbeitern für die Industrie betraut war. 1943 wurde er persönlicher Assistent von Hugh Dalton und plante mit diesem die regionale Wirtschaftsentwicklung für die Nachkriegszeit. Nach dem deutlichen Wahlsieg der Labour Party bei den Unterhauswahlen 1945, der für Jay überraschend kam, wurde er der persönliche Berater für Wirtschaftspolitik des neuen Premierministers Clement Attlee.
Im Juli 1946 kandidierte er auf Drängen Attlees bei den Nachwahlen für den Bezirk Battersea North und zog als Nachfolger von Francis Douglas ins House of Commons ein. Nach einer kurzen Zeit als Parlamentarischer Privatsekretär Daltons wurde Jay 1947 der neugeschaffene Posten des Wirtschaftssekretärs im Schatzministerium zuteil. Nach den Wahlen 1950 wurde er Finanzsekretär im Schatzministerium und nach der Wahlniederlage 1951 einer der vorderen Oppositionssprecher. Ebenfalls 1951 wurde er ins Privy Council berufen.
Während der Zeit in der Opposition verstärkten sich Jays Bindungen zum Parteivorsitzenden Gaitskell, das Verhältnis zum späteren Premierminister Harold Wilson hingegen wurde zunehmend angespannt. So fand etwa sein Aufruf nach den verlorenen Wahlen 1959, die Labour Party solle ihre Verstaatlichungspolitik überdenken und über eine Namensänderung zu Democratic Social Party nachdenken, wenig Gegenliebe. Dennoch setzte Wilson ihn nach der Regierungsübernahme 1964 als Vorsitzenden des Board of Trade ein.
Jays Politik im Board of Trade war geprägt vom Kampf für die regionale Entwicklung, seiner Abneigung gegenüber der Geldabwertung und seinem entschlossenen Eintreten gegen den Eintritt des Vereinigten Königreichs in die Europäische Wirtschaftsgemeinschaft. 1967 schließlich wurde er von Premierminister Wilson abgesetzt, offiziell, weil er das Pensionierungsalter von sechzig Jahren erreicht hatte, tatsächlich war wohl das zerrüttete Verhältnis der beiden ausschlaggebend.
Jay verblieb bis 1983 im Parlament und trat vor allem als führende Persönlichkeit in der Nein-Kampagne im Vorfeld des Referendums über den Beitritt Großbritanniens in die EWG in Erscheinung. 1980 erschien seine Autobiografie Change and Fortune und 1987 wurde er zum Life Peer ernannt. Er trug seither offiziell den Titel Baron Jay, of Battersea in Greater London und nahm einen Platz im House of Lords ein.

## Familie
Douglas Jay war ein Onkel des früheren Diplomaten Michael Jay, Baron Jay of Ewelme.
Von 1933 bis 1972 war Jay mit Margaret "Peggy" Jay (geb. Garnett) verheiratet. Aus der Ehe gingen vier Kinder hervor:
- Peter Jay (* 1937),
- Martin Jay (* 1939),
- Helen Jay (* 1945),
- Catherine Jay (* 1945).[3]

Sein Sohn Peter Jay war von 1961 bis 1986 mit Margaret Jay, Baroness Jay of Paddington verheiratet und von 1977 bis 1979 britischer Botschafter in den Vereinigten Staaten.
Nachdem die Ehe mit Peggy 1972 geschieden wurde, heiratete Jay noch im gleichen Jahr Mary Lavinia Thomas, mit der er bis zu seinem Tod 1996 verheiratet war.

## Schriften
- The Socialist Case. Faber and Faber, London 1938.
- The nation’s wealth at the Nation’s service. [S.I.] Labour Party, 1938.
- Paying for the war. [S.I.] Labour Party, 1940.
- Who is to Pay for the War and the Peace. Paul Kegan & Co., London 1941.
- Socialism in the New Society. Longmans, London 1962.
- After the Common Market. A better alternative for Britain. Penguin Books, Harmondsworth 1968.
- Change and fortune : a political record. Hutchinson, London 1980, ISBN 0-09-139530-5.
- Sterling : its use and misuse : a plea for moderation. Sidgwick & Jackson, London 1985, ISBN 0-283-99078-3.